# Grønsund
Der Grønsund ist ein Sund zwischen den dänischen Inseln Falster einerseits und Møn und Bogø andererseits. Teile des Sunds gehen in das Vogelschutzgebiet Fanefjord - Grønsund ein.